# Lisa Larsen
Lisa Maria Larsen, född 25 december 1990 i Stockholm, är en svensk längdskidåkare, orienterare, och löpare. 
Larsen tävlar i längdskidåkning för Sundbybergs IK, i orientering för Täby OK och i friidrott för Täby IS och från säsongen 2019/2020 tävlar hon i skidorientering för Alfta-Ösa OK och i svenska landslaget i skidorientering. Hon är dotter till Kaj Larsen. Hon studerade vid Mora skidgymnasium.

## Meriter

### Längdskidor
I längdskidor tog Larsen 2009 silver över 5 km fristil på junior-VM. Hon var även med i diskussionerna till en plats i senior-VM, men avböjde möjligheten. Hon tog brons på 10 km fristil i JVM i längdåkning 2008 och deltog i det svenska stafettlaget som tog silver. Därtill har hon ett antal JSM-medaljer. 
Larsen åkte delar av Tour de Ski 2010.

### Orientering
I orientering är Larsens främsta merit ett guld på sprintdistansen i junior-SM 2006. Hon har även vunnit deltävlingar i Silva Junior cup i orientering och vunnit etappsegrar vid O-Ringen 5-dagars.

### Skidorientering
Hon vann SM-guld i medeldistans samt SM-brons i långdistans 2020. I februari 2021 vann hon VM i jaktstart i Kääriku.

### Löpning
Hon har bland annat vunnit Lilla Lidingöloppet. År 2001 blev hon Lidingöloppets halvmiljonte fullföljande löpare då hon blev 37:a i Lilla Lidingöloppets F11-klass.